# Pintor de Leningrado

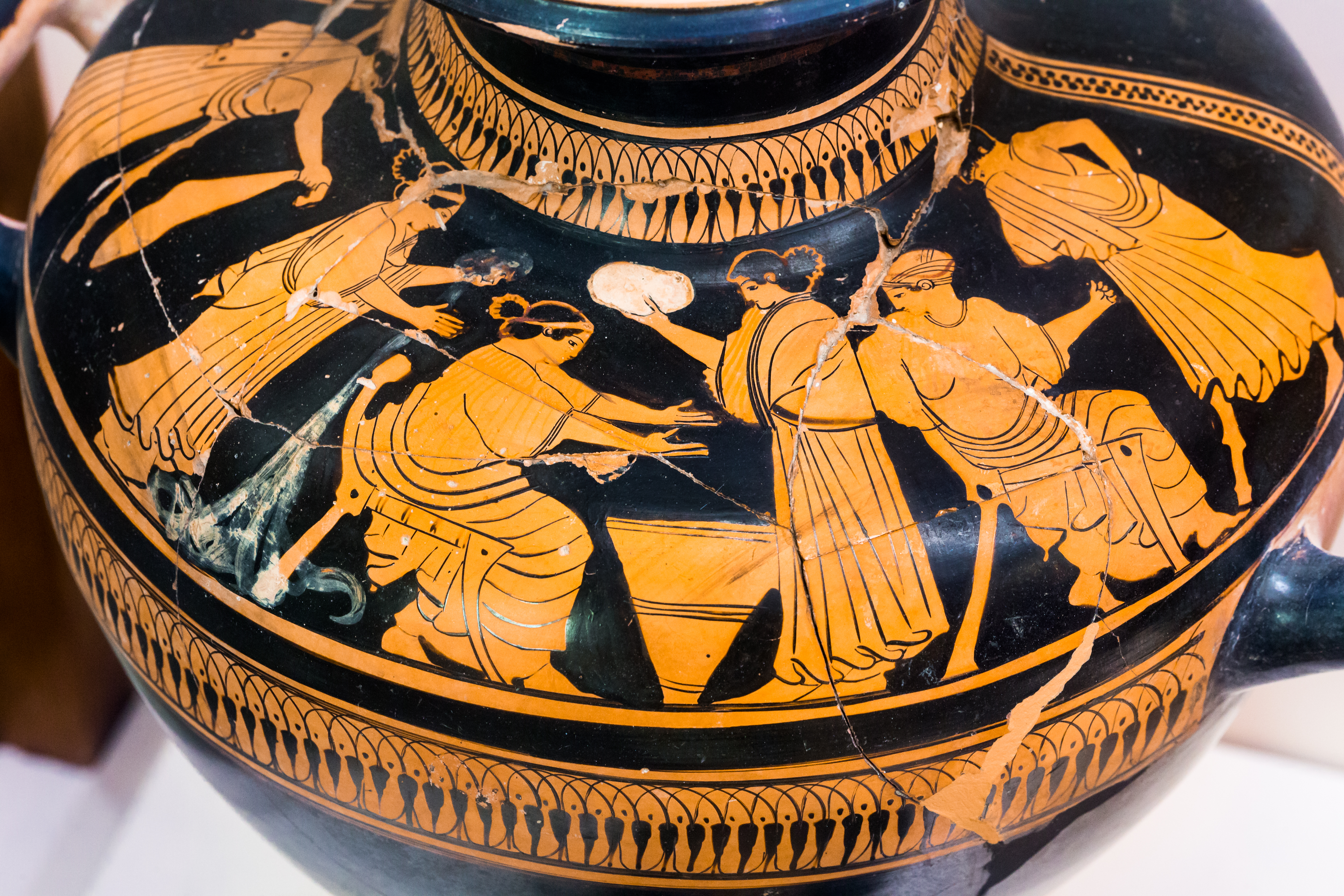
Calpis de figuras rojas que representa a mujeres trabajando con lana, Museo Arqueológico de Rodas n.º inv. 13261.

El Pintor de Leningrado es el nombre convenido para un pintor griego antiguo de vasos de figuras rojas, activo aproximadamente desde el 475 hasta el 450 a. C.
Fue un pintor ático clásico temprano que perteneció a los antiguos manieristas (es una de las figuras más representativas y centrales de este grupo de pintores) Su nombre deriva de la ciudad de Leningrado, cuyo museo (Museo del Hermitage B2228; BAPD 206561) se enriqueció con un ánfora de figuras rojas decoradas por su mano (descubierta en el sur de Rusia), que representa en el lado A a un músico con una cítara y a sus oyentes. Siguiendo la tradición manierista, prefirió los vasos grandes, especialmente las cráteras de columnas (decoró solo una crátera de volutas), pélices y cálpides.
Se le atribuye una gran cantidad de vasos (más de 80) decorados con pintura de género (a menudo escenas recurrentes de procesiones de comos y simposios menos escenas mitológicas (también tenía un gusto por temas inusuales, que algunos manieristas más jóvenes retomaron después de él.  Al igual que otros manieristas, el pintor de Leningrado fue inconsistente en el uso de bocetos preliminares y líneas de relieve. Sus vasos más elaborados, entre ellos las cráteras de columnas, tienen líneas de relieve en casi todos los detalles, incluidos ojos, labios, narices, barbillas y pliegues (drapeados), otros tienen líneas de relieve solo entre áreas designadas y algunos no tienen líneas de relieve en absoluto. Las figuras vestidas con ropas ricamente plisadas y dobladillos decorados, características de Misón y de las primeras obras del Pintor de los cerdos, no aparecen en las obras del Pintor de Leningrado. John Beazley utilizó los términos hermano o compañero para caracterizar la relación entre el Pintor de los cerdos y el Pintor de Leningrado. Generalmente se usa para referirse a pintores que trabajaron en estrecha colaboración, y a veces a un maestro y su alumno, pero lo más probable es que su maestro fuera Mísón. El arqueólogo alemán Thomas Mannack, experto en cerámica antigua, cree que su alumno fue el Pintor de Orestes (posiblemente también el Pintor de Enanté.
Entre sus obras más conocidas se encuentra un calpis de figuras rojas procedente de Vicenza (Colección Banca Intesa c. 278), que representa a una mujer trabajando con hombres en un taller de cerámica. El hombro del vaso muestra a tres pintores de vasos, un hombre y una mujer, aplicando decoraciones a las vasijas terminadas, concretamente dos cráteras de volutas, una crátera de campana y un gran cántaros; mientras que otro gran cántaros está en el suelo, con un enócoe acanalado colocado en él, y un cátaros más pequeño y un enócoe colgados en la pared. En el centro de la composición está Atenea misma, lista para coronar al trabajador en el centro (aparentemente un maestro alfarero  con una guirnalda. Otros dos trabajadores, ambos hombres, están coronados con Nike aladas, personificaciones aladas de la victoria. Sin embargo, en el borde derecho de esta escena, una mujer está sentada y decora una gran crátera de volutas. Sin embargo, a diferencia de los hombres, las visitantes femeninas míticas no la celebran. Él simplemente se sienta y trabaja.Las mujeres suelen ser representadas en los vasos griegos antiguos realizando sus propias artesanías, en las que no participaban los hombres, como hilar y tejer, pero la aparición de una de ellas trabajando entre hombres en un taller masculino es rara.